# Швестка, Франтишек
Франтишек Швестка (чеш. František Švestka, нем. Franz Schwestka; 26 апреля 1811, Трпомехи, ныне в составе города Слани, Чехия — 19 сентября 1869, Прага) — чешский юрист и политик.
Изучал юриспруденцию в Пражском университете, доктор права (1839). Работал в адвокатском бюро Йозефа Фрича. В ходе революционных событий 1848 года примкнул к просветительскому объединению «Славянская липа», а в феврале 1849 года был избран от города Литомышль в так называемый Кромержижский парламент — первый представительный орган Австрийской империи, однако из-за его роспуска в марте того же года почти не успел принять участие в его работе. После завершения революционных волнений вернулся к адвокатской практике. С 1862 г. депутат чешского сейма, где представлял города Слани, Лоуни и Раковник; примыкал к наиболее радикальной чешской национальной партии. В 1864 и 1867 гг. был делегирован Чешским сеймом в число депутатов Рейхсрата. Во всех составах парламентов, куда был избран, пребывал недолгое время, поскольку в соответствии с тогдашней практикой чешских патриотов бойкотировал их заседания. В 1865 году был также избран председателем (деканом) коллегии докторов юридического факультета Пражского университета — профессионального объединения всех юристов, получивших докторскую степень в этом университете.
В 1834 году был помолвлен с будущей писательницей Богуславой Райской; свадьба так и не состоялась, а Райска в дальнейшем стала второй женой Франтишека Челаковского. Женился в 1853 году на Генриетте Крумпигль, детей нет.